# Huun-Huur-Tu
Huun-Huur-Tu (touvain : Куңгуртуг) est un groupe musical russe, originaire de Touva, au Sud de la Sibérie, à la frontière Nord-Ouest de la Mongolie. Huun-Huur-Tu se caractérise principalement par son interprétation de la musique traditionnelle touvaine (une culture régionale mongole), en utilisant exclusivement des instruments traditionnels touvains et plus généralement mongols (morin khuur, guimbarde…). Le groupe exécute notamment des chants chamaniques en utilisant le khöömii (littéralement chant de larynx), en français chant diphonique, typique des musiques traditionnelles mongoles.

## Histoire

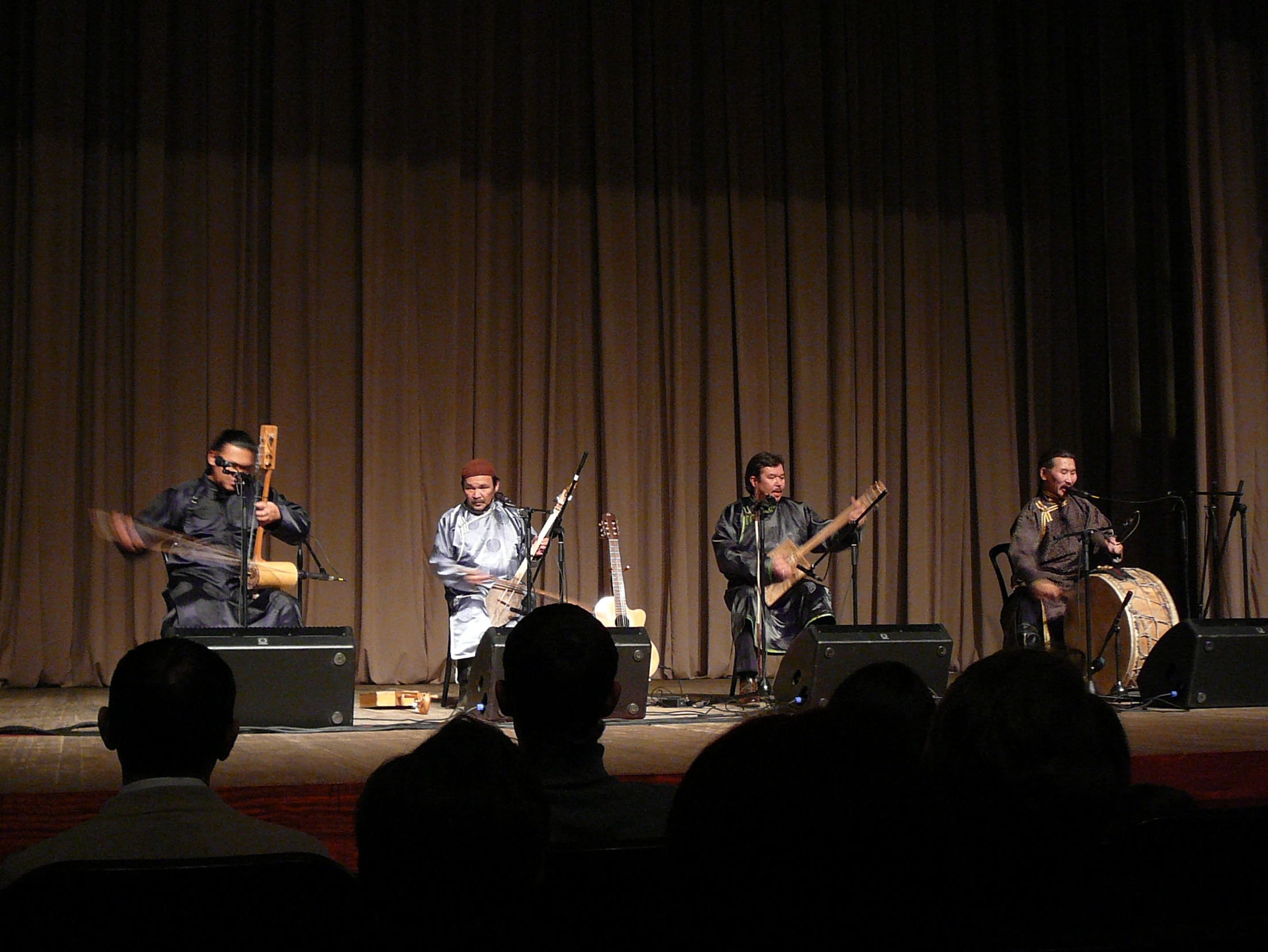
Huun-Huur-Tu en concert à Tioumen en 2012.

Parmi les différents morceaux de leur répertoire, on peut citer divers chants classiques touvains comme Kongurei (albums et Best - Live et 60 Horses in My Herd - Old Songs and Tunes of Tuva) et une interprétation de l'Internationale touvaine (sur 60 Horses in My Herd - Old Songs and Tunes of Tuva), hymne national de la République de Touva.
Ils jouent avec le Moscow Art Trio et avec Angelite pour l'album Mountain Tale. Albert Kuvezin (touvain : Альберт Кувезин), un des fondateurs du groupe, chantant le khöömei dans le style kargyraa, l'a ensuite quitté, pour créer la formation Yat-Kha, jouant de la musique plus contemporaine, mais toujours inspirée de la musique touvaine.
Kaigal-ool Khovalyg (touvain : Кайгал-оол Ким-оол оглу Ховалыг), autre fondateur, est le principal chanteur du groupe, berger jusqu'à l'âge de 21 ans, il commence sa carrière musicale au sein de l'ensemble d' État touvain, à Kyzyl, pendant une dizaine d'années. Il le quitte pour former Huun-Huur-Tu avec Sasha et Sayan Bapa en 1992. Il pratique le Khöömei dans les styles khöömei et kargyraa, et a une tessiture de basse et de ténor. À côté de ce groupe, il joue également dans d'autres formations aux styles musicaux différents tels que le World Groove Band, le Valkov Trio, avec le russe Vladimir Alexandrovitch Volkov (ru), et le groupe ethno-jazz multi-culturel Vershki Da Koreshki, entre autres, avec le sénégalais Mola Sylla, devenu depuis VeDaKi.
En 2004 et 2006, ils sont nommés du World Music Award, le prix annuel le plus prestigieux dans le monde de la musique ethnique. En 2014, le groupe effectue une tournée en Chine intitulée From Tuva to Beijing (De Tuva à Pékin), pendant laquelle ils jouent notamment le 13 décembre 2014 au Zaoshanghao de Chengdu, capitale de la province du Sichuan.
En juillet 2022, le groupe joue au festival Bardentreffen de Nuremberg, en Allemagne.

## Discographie

### Albums studio
- 1993 : 60 Horses in My Herd - Old Songs and Tunes of Tuva
- 1994 : The Orphan’s Lament
- 1997 : If I’d Been Born An Eagle
- 1999 : Where Young Grass Grows
- 2004 : Altai Sayan Tandy-Uula
- 2010 : Ancestors Call
- 2024 : Dreamers in the Field

### Albums live
- 2001 : Live 1 (connu aussi sous le titre Best * Live)
- 2001 : Live 2
- 2003 : More Live

### Collaborations
- 1996 : Fly, Fly my Sadness, avec Le Mystère des voix bulgares & Angelite
- 1997 : Early Music (Lachrymae Antiquae), avec le Kronos Quartet
- 1998 : Mountain Tale, avec Le Mystère des voix bulgares et Angelite
- 2003 : Spirits From Tuva - Remixed, avec différents DJ
- 2004 : Broken Rhythms, avec Trilok Gurtu
- 2007 : Bahamut, avec Hazmat Modine
- 2008 : Mother-Earth! Father-Sky!, avec Sainkho Namtchylak
- 2009 : Eternal, avec Carmen Rizzo
- 2025 : His Name Is Sahn-Uzal, avec League of Legends (uniquement Radik Tyulyush)